# Nikolaus Timm

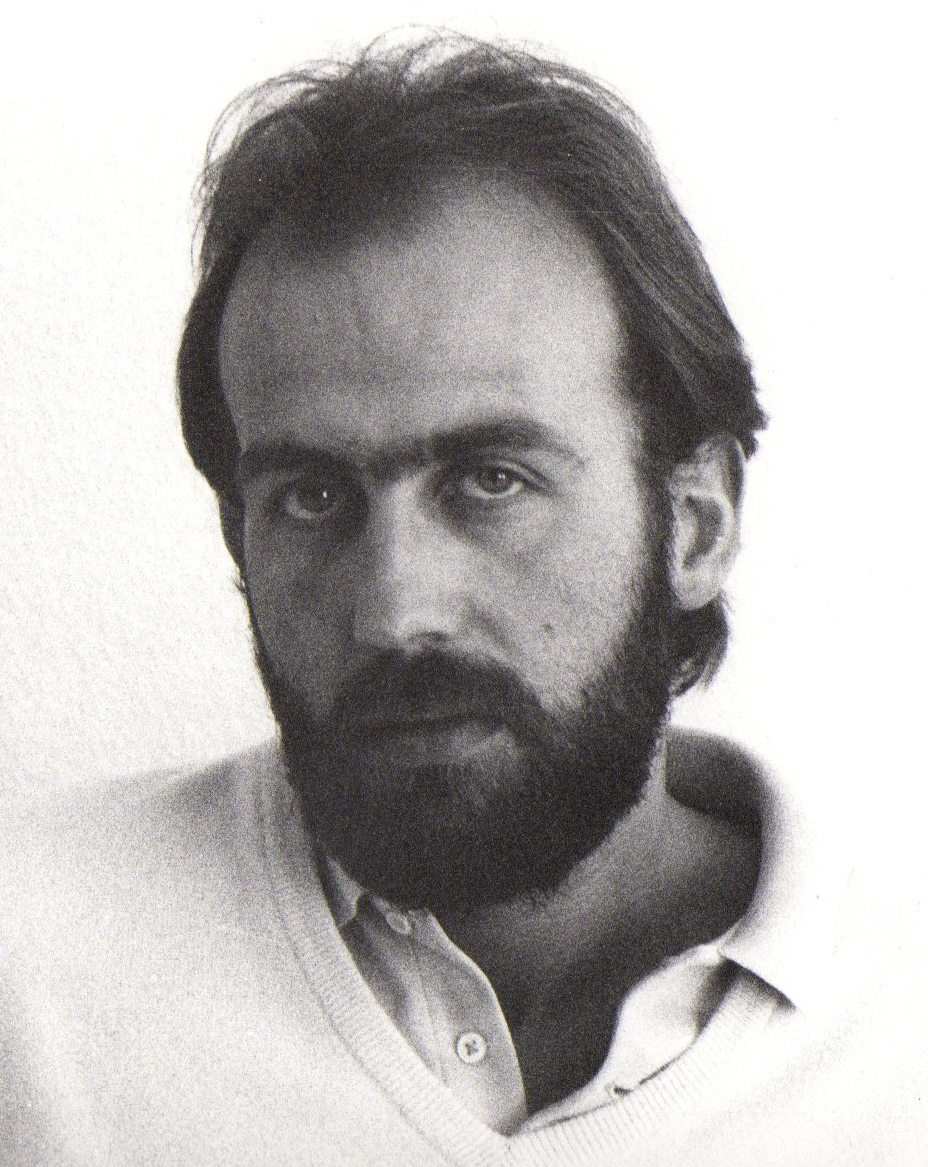
Nikolaus Timm

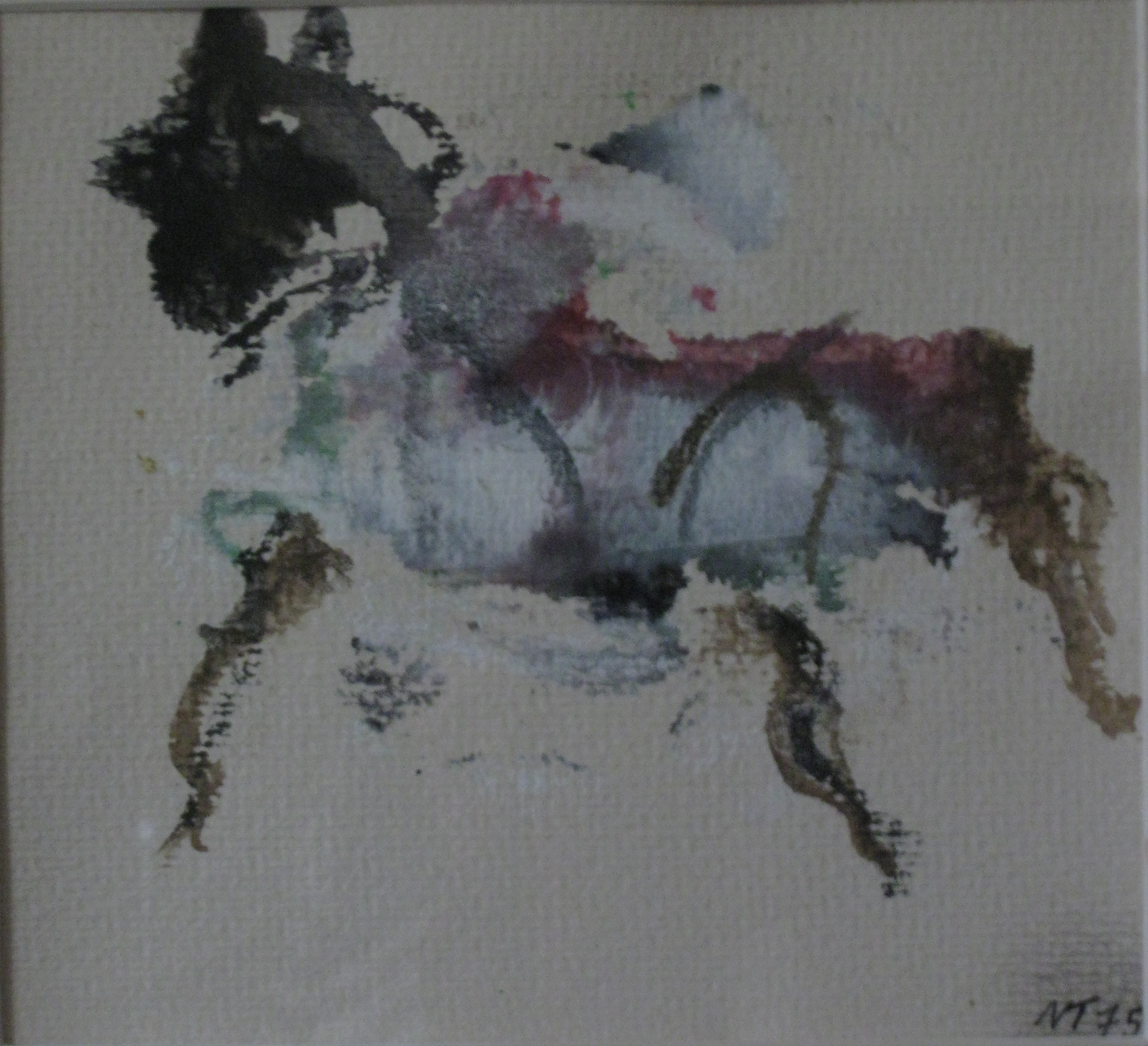
Eine Arbeit aus dem Nachlass von Nikolaus Timm

Nikolaus Timm (* 6. Dezember 1950 in Cloppenburg; † 14. Oktober 1994 in Berlin) war ein deutscher Schauspieler und Regisseur.

## Leben
Nikolaus Timm wuchs mit seinem Bruder Rudolf als Sohn von Franz und Johanna Timm geb. Luttmann († 28. Juli 2012) in Cloppenburg auf. Nach seiner Schulzeit erlernte er erst einen kaufmännischen Beruf, bevor er 1972 an die Hochschule für Musik und Theater Hamburg unter Leitung von Eduard Marks ging. Während seines Studiums in Hamburg malte er sehr viel und nahm Unterricht bei Reiner Müller-Tombrink. Einige seiner Bilder stellte er in Unternehmen aus und verkaufte sie, um sein Studium zu finanzieren.
Nach seinem Studium spielte er an verschiedenen deutschen Bühnen, Oldenburgisches Staatstheater, Theater Bremen, Ernst Deutsch Theater in Hamburg, Theater im Zimmer Hamburg, Altonaer Theater Hamburg und dem Schillertheater (Berlin).
1985 gründete er das Theater im Zimmer Berlin, an dem er hauptsächlich Regie führte. Er inszenierte unter anderem das Stück von Peter Hacks Ein Gespräch im Hause Stein über den abwesenden Herrn von Goethe mit Monica Gruber als Frau von Stein, welches 1991 vom ZDF/3sat verfilmt wurde und 1992 in drei Teilen von 3sat ausgestrahlt wurde.
«[…]Nikolaus Timm liebte auch Experimente. Er inszenierte Theater in der Disco und gab Rabattmarken für sein Theater aus. Seine freie Theaterarbeit finanzierte er als Schauspieler […]» (-BZ: 24. Oktober 1994) und von Fördermitteln des Berliner Senats. Im Alter von 44 Jahren starb Nikolaus Timm 1994 in Berlin.

## Theaterrollen (Auswahl)
- 1976: Richter Adam in „Der zerbrochene Krug“ Theater an der Marschnerstraße Hamburg
- 1977–1979: Ferdinand in Cabale und Liebe „Oldenburgisches Staatstheater“
- 1977–1979: Maler in Kinder der Sonne „Oldenburgisches Staatstheater“
- 1977–1979: Leonce in Leonce und Lena „Oldenburgisches Staatstheater“
- 1977–1979: Romeo in Romeo und Julia „Oldenburgisches Staatstheater“
- 1980–1982: Sebastian in Was Ihr wollt „Theater Bremen“
- 1980–1982: August Sonders in Einen Jux will er sich machen „Theater Bremen“
- 1983: Schüler Lohmann in Professor Unrath „Ernst Deutsch Theater in Hamburg“
- 1983: Maler in Kinder der Sonne „Schillertheater (Berlin)“
- 1984: Der Henker in Furcht und Elend im dritten Reich „Schillertheater (Berlin)“
- 1985–1986: Sprecher in Ein Stück Monolog „Schiller Theater Berlin Werkstatt“
- 1986: verschiedene Rollen in Piaf „Theater im Zimmer Hamburg“
- 1987: Pepel in Nachtasyl „Schillertheater (Berlin)“
- 1987: Steven Daniels in Aloen „Schlosspark Theater“
- 1988: Duff in Landschaft „Theater im Zimmer Hamburg“
- 1988: Fürst von Myschkin in Ein Monolog des Fürsten Myschkin „Theater im Zimmer Hamburg“
- 1988: Schweisser in Der Schweisser „Theater im Zimmer Hamburg“
- 1989: Gott von Manhattan in Der gute Gott von Manhattan „Altonaer Theater Hamburg“
- 1989: Picolino in Wallenstein „Altonaer Theater Hamburg“
- 1990: Macki Messer in Dreigroschenoper „Oldenburgisches Staatstheater“
- 1990: Clavigo in Clavigo „Goethe-Theater Frankfurt“
- 1990: Magier in Göttliche Sündphonie „Theater im Zimmer Berlin“
- 1992: Jack in Ich steig aus und mach ne eigene Show „Altstadttheater Spandau Berlin Freilichtbühne an der Zitadelle“
- 1991–1993: Squenz, Egeus, Philostrat in, Ein Sommernachtstraum „Altstadttheater Spandau Berlin Freilichtbühne an der Zitadelle“

## Regiearbeiten (Auswahl)
- 1985: 1=1=1 oder warum ich „Theater im Zimmer Berlin“
- 1986: Der schöne Teilnahmslose „Theater im Zimmer Berlin“
- 1986: Wunder des Alltags „Theater im Zimmer Berlin“
- 1988: Orgie „Theater im Zimmer Berlin“
- 1989: Ein Gespräch im Hause Stein über den abwesenden Herrn von Goethe „Theater im Zimmer Berlin“
- 1989: Piaf -(Welt am Sonntag, 27. August 1989) „Theater im Zimmer Berlin“
- 1991: Ungehaltene Reden ungehaltener Frauen „Altstadttheater Spandau Berlin im Theaterladen“
- 1992: Die Zofen „Altstadttheater Spandau Berlin im Theaterladen“
- 1992: Madame de Sade „Altstadttheater Spandau Berlin im Theaterladen“
- 1992: Fürst Myschkin „Altstadttheater Spandau Berlin im Theaterladen“
- 1993: Ein Sommernachtstraum „Altstadttheater Spandau Berlin Freilichtbühne an der Zitadelle“

## Filmografie (Auswahl)
- 1982: Unter der Sonne
- 1983: Nachtwache
- 1984: Alberta
- 1986: Detektivbüro Roth
- 1988: Sonntagmorgen
- 1991: Betriebsausflug
- 1994: Ihre Exzellenz, die Botschafterin

## Weblink
- Kurzfilm Sonntagmorgen mit Nikolaus Timm